# Контролируемая пациентом анальгезия
Контролируемая пациентом анальгезия (англ. Patient-controlled analgesia, или PCA) — это любой метод, позволяющий пациенту, страдающему болями, в определённых пределах саморегулировать потребление анальгетиков.

## Амбулаторное использование
Наиболее распространённая форма амбулаторного применения принципа контролируемой пациентом анальгезии — это домашнее применение ненаркотических анальгетиков и/или нестероидных противовоспалительных препаратов (парацетамол, ибупрофен, аспирин и т. д.), иногда — слабых опиатов (кодеин, трамадол, пропоксифен) или их готовых смесей с ненаркотическими анальгетиками. Принцип контролируемой пациентом анальгезии состоит в том, что если какая-либо жалоба на боль, например головную или зубную, не проходит от минимальной эффективной или от стандартной дозы анальгетика, пациент может самостоятельно принять решение принять ещё, вплоть до достижения максимальной разрешённой дозы, или принять другой препарат (например, после того, как не помог парацетамол, принять ибупрофен). Такой подход обеспечивает пациенту известную степень контроля над ситуацией и своими болевыми ощущениями.
Поскольку чувство (ощущение) боли — это следствие сочетания болевых импульсов от повреждения тканей с эмоциональной реакцией на боль, то возможность для пациента самому (в определённых пределах) принимать решения относительно дозы анальгетика имеет важное значение, давая пациенту чувство владения ситуацией и уменьшая тревогу, эмоциональный компонент боли.

## Стационарное использование

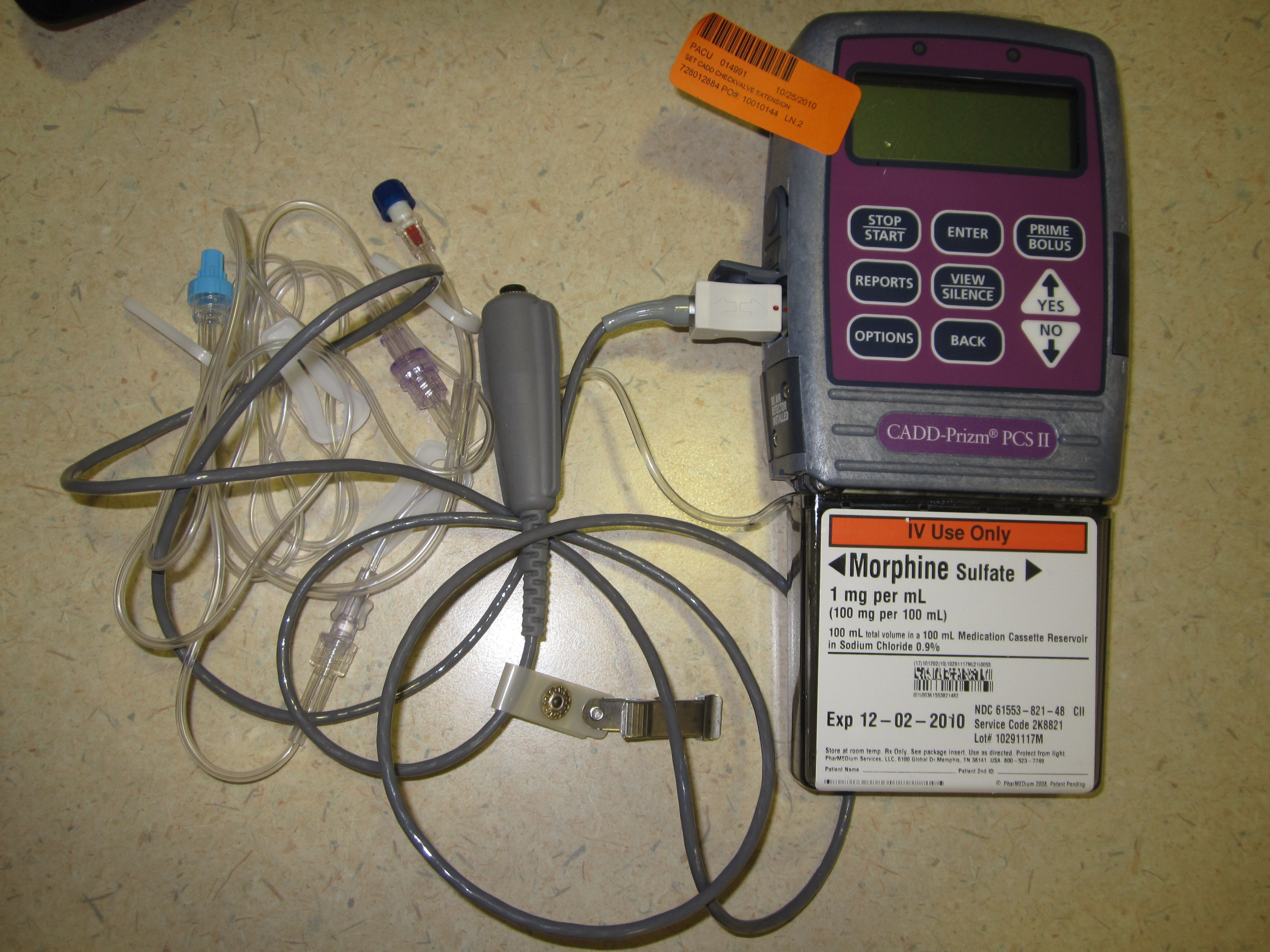
Инфузионный насос с управлением.

Термин «контролируемая пациентом анальгезия» вошёл в медицинский жаргон для обозначения контролируемого электроникой инфузионного насоса (инфузомата), который подаёт пациенту определённое количество внутривенного или эпидурального анальгетика или анестетика каждый раз, как пациент нажимает на кнопку. При этом инфузомат обычно также обеспечивает «фоновую» непрерывную инфузию анальгетика или анестетика, помимо выдачи болюсов по требованию пациента. Количество болюсов, которые пациент может запросить в течение суток, ограничено и программируется электроникой инфузомата: при превышении количества запросов анальгетика дальнейшая выдача болюсов инфузоматом блокируется на определённый срок во избежание передозировки.
Опиаты являются наиболее часто используемыми в системах контролируемой анальгезии препаратами. При этом предпочтение обычно отдаётся мощным неселективным опиатам со сравнительно коротким действием — морфину, фентанилу. Опиаты с длительным действием неудобны опасностью кумуляции (накопления) и последующего кумулятивного угнетения дыхания. Селективные опиаты типа бупренорфина неудобны тем, что для их антагонизации в случае передозировки требуется значительно больше антидота (налоксона), а также сравнительно меньшим по сравнению с неселективными опиатами анальгетическим эффектом и наличием так называемого ceiling effect — эффекта насыщения, заключающегося в том, что при достижении определённой дозы селективного опиата анальгетический эффект дальше не растёт. В то же время анальгетический эффект морфина, фентанила растёт почти линейно во всём диапазоне клинически применяемых доз.
Контролируемая пациентом анальгезия была введена в медицинскую практику д-ром Филиппом Зеккером в конце 1960-х годов и описана в его трудах, опубликованных в 1971 году.

### Преимущества
Среди преимуществ контролируемой пациентом анальгезии называют следующие:
- Такая система сокращает время между тем моментом, когда пациент чувствует боль или потребность в дополнительной анальгезии, и моментом, когда он действительно получает требуемую анальгезию, поскольку активация кнопки автоматически выдает болюс анальгетика в вену или позвоночный канал пациента.
- Уменьшается нагрузка на медперсонал, поскольку количество анальгетика, загружаемое в инфузомат, достаточно для многих доз.
- Уменьшается вероятность передозировки, поскольку инфузомат программируется на выдачу не более определённого количества болюсов за определённый промежуток времени и блокируется на некоторое время, если пациент пытается превысить предписанные максимальные дозировки.
- Пациенты, использующие контролируемую анальгезию, обычно предъявляют меньше жалоб на боль, чем пациенты, получающие постоянную непрограммируемую инфузию анальгетика или получающие анальгетик от персонала по требованию при наличии жалоб на боль.
- Пациенты могут получить анальгетик именно тогда, когда они в нём нуждаются, вместо того чтобы дожидаться реакции медперсонала, и в целом проявляют тенденцию использовать меньше, а не больше анальгетика, чем при выдаче болюсов анальгетика персоналом «по требованию».
- Контролируемая пациентом анальгезия предоставляет удобный способ измерения того, сколько боли конкретный пациент испытывает в разные дни, какова динамика боли.

### Недостатки
Среди недостатков контролируемой пациентом анальгезии называют следующие:
- Пациенты могут быть против самостоятельного контроля анальгезии.
- Пациенты могут быть физически или психически неспособны к этому.
- Программируемые инфузионные насосы имеют высокую цену и, как любая техника, могут ломаться или неправильно функционировать.
- Режим дозирования анальгетика нередко устанавливается неправильно и слишком ограничительно, вследствие чего пациент не получает достаточной анальгезии (болюсные дозы устанавливаются слишком маленькими, интервалы между болюсами слишком большими, интервал блокировки при превышении разрешенного количества запросов на болюс слишком велик). Если фоновой постоянной инфузии нет, то, когда пациент спит, действие анальгетика может закончиться, вследствие чего он просыпается от боли.

## Контролируемая пациентом эпидуральная анальгезия
Контролируемая пациентом эпидуральная анальгезия (Patient-controlled epidural analgesia, PCEA) — близкий термин, описывающий контролируемое пациентом введение анальгетиков и/или анестетиков в эпидуральное пространство позвоночного канала с помощью периодических болюсов или программируемого инфузионного насоса.